# Luca Fiordilino
Antonio Luca Fiordilino (ur. 25 lipca 1996 w Palermo) – włoski piłkarz występujący na pozycji pomocnika we włoskim klubie Venezia. Wychowanek Palermo, w trakcie swojej kariery grał także w takich zespołach, jak Cosenza oraz Lecce.